# Scopifera
Scopifera là một chi bướm đêm thuộc họ Erebidae.